# Freidbergia mirabilis
Freidbergia mirabilis är en tvåvingeart som beskrevs av Merz 1999. Freidbergia mirabilis ingår i släktet Freidbergia och familjen borrflugor. Inga underarter finns listade i Catalogue of Life.